# Седем моста на Кьонигсберг
Седемте моста на Кьонигсберг са съществували в Кьонигсберг (днешен Калининград) през XVI – XX век.
Взаимното разположение на мостовете навежда математика Леонард Ойлер на размисли, които стават основа за възникването на теорията на графите.

## История на мостовете
Възникнал през XIII век град Кьонигсберг (сега Калининград) се състоял от 3 формално независими градски района и още няколко отделни части и квартали. Те са разположени по островите и бреговете на река Прегол, разделяща града на 4 главни части: Алтщадт, Кнайпхоф, Ломзе и Форщадт. За връзка между отделните градски части още през XIV век започнали да строят мостове. Във връзка с постоянната военна опасност от съседните Полша и Литва, а и заради междуособиците между Кьонигсбергските райони (през 1454 – 1455 г. между тях даже избухнала война, затова че Кнайпхоф минал на страната на Полша, а Алтщадт и Льобенихт останали верни на Тевтонския орден) в Средните векове кьонигсбергските мостове имали отбранително предназначение. Пред всеки мост била издигната защитна кула с повдигащи се или 2-крилни врати от дъб и с желязна кована обвивка. А и самите мостове имали вид на отбранителни съоръжения. Опорите на някои от мостовете имали 5-оъгълна форма, типична за бастионите. В тези опори-стълбове са разполагали каземати. Така можело да стреля през амбразури.
Мостовете били място за шествия, религиозни и празнични процесии, а в годините на така нареченото „Първо руско време“ (1758 – 1762 години), когато след Седемгодишната война Кьонигсберг за кратко влязъл в състава на Руската империя, по мостовете минавали православни литийни шествия. Едно такова шествие било православен Водосвет на река Прегол и предизвикало неподправен интерес у жителите на Кьонигсберг.
По традиция, за да се върне в Кьонигсберг, гостът на града трябвало да хвърли в Прегол от някой от мостовете монета. По време на разчистването на руслото на Прегол през деветдесетте години на XX век колекционери-нумизмати буквално се били за правото да постоят със сито до изхода на тръбата, от която се изливала дънната тиня.
В началото на XX век всички седем моста са можели да се вдигат, но поради упадъка на корабоплаването по Прегол останалите до днес три моста повече не се вдигат.

### Пазарен мост
Най-стар от седемте моста бил Пазарният мост (Krämerbrücke/Кремер-брюке), съединяващ най-главния от кьонигсбергските райони – Алтщадт с разположения наблизо Кьонигсбергски замък и лежащия на острова Кнайпхоф. Този мост е построен през 1286 година. През 1900 година мостът е бил построен наново. През 1972 година е разрушен заради строителството на Естакадния мост. Названието на моста свидетелства за това, че той и прилежащите брегове на Прегол били център на търговията. На входа на този мост била поставена статуя на Ханс Заган, син на кнайпховски обущар. Според легендата по време на битката между войските на Тевтонския ордена и Литва, Ханс поел бойното знаме от ръцете на ранен рицар.

### Зелен мост
Втори по възраст бил Зеленият мост (Grüne Brücke/Грюне-брюке). Той бил построен през 1322 година. През 1907 година мостът бил престроен наново, а през 1972, както и Пазарния мост, паднал жертва на Естакадния мост. Този мост съединявал Кнайпхоф и Форщадт. Названието на моста произлиза от цвета, в който традиционно боядисвали опорите и перилата на моста. През XVII век при Зеления мост вестоносец раздавал пристигналите в Кьонигсберг писма. В очакване на кореспонденцията тук се събирали деловите хора от града и обсъждали своите работи. Не е изненадващо, че именно в непосредствена близост до Зеления мост през 1623 година била построена кьонигсбергската търговска борса. През 1875 година на другия бряг на Прегол, но също в непосредствена близост до Зеления мост било построено ново здание на търговската борса, запазено и до днес (сега Дворец на културата на моряците).

### Работен мост
След Пазарния и Зеления бил построен Работническият мост (Кьотел или Кител-брюке), също съединяващ Кнайпхоф и Форщадт. Немското название произлиза от Саксония и означава примерно „работен, спомагателен, предназначен за преминаване на коли с отпадъци“ и т.н. Този мост бил построен през 1377 година и отново през 1886 година. Мостът бил разрушен по време на Втората световна война и след това не е възстановяван.

### Ковашки мост
През 1397 година бил построен Ковашкият мост (Schmiedebrücke/Шмиде-брюке). Както и Пазарният мост, той съединял Алтщадт с Кнайпхоф. Мостът бил построен наново през 1896 година. Ковашкият мост след войната, също като Работния мост не е възстановяван. До този мост, на бреговете на Прегол традиционно се разполагали ковачите.

### Дървен мост
Дървеният мост (Holzbrücke/Холц-брюке) между Алтщадт и Ломзе бил построен през 1404 година. На Дървения мост се намирала паметна дъска с цитати от „Пруска хроника“ на Албрехт Лухел Давид. Този десеттомен труд разказвал за езическа Прусия и историята на Тевтонския орден до 1410 година. Във вида, който добил през 1904 година по време на реконструкцията, този мост се съхранил до днес. Сега по него има движение автомобилен транспорт (по едно платно от всяка страна), пешеходци и трамваи.

### Висок мост
Още един запазен Кьонигсбергски мост е Високият мост (Hohe Brücke/Хое-брюке). Първият Висок мост бил построен през 1520 година. Той съединявал Ломзе и Форщадт. През 1882 година мостът бил престроен, при което била издигната така наречената „мостова къща“, помещение за механизмите на моста. Това красиво малко здание в стил неоготика, донякъде наподобяващо замък в Дисниленд, е съхранено до днес.
Старият Висок мост бил разрушен през 1938 година, а на няколко десетки метра от него бил построен новият Висок мост, запазен и служещ за движение на пешеходци, автомобили и трамваи. От стария Висок мост са останали само опорите.

### Меден мост
Най-младия от седемте моста – Медения мост (Honigbrücke/Хониг-брюке), съединява островите Ломзе и Кнайпхоф. Както Високия и Дървения мостове, Медния мост се е съхранил до днес, но за разлика от тях придобил практически изключително пешеходен характер, тъй като сега на остров Кнайпхоф са разположени само Катедралата на Кьонигсберг (главната забележителност на града) и парк със скулптури, и движението на частния автотранспорт тук е забранено. По моста преминават само камиони, доставящи материали за реставрацията на Катедралата.
Съществуват различни версии за произхода на името на Медения мост. Според една от тях, членът на Кнайпховското кметство Безенроде заплатил построяването на моста с качета мед, според друга – със същата стока заплатил построяването на магазин на отвъдречна територия. Във всеки случай тези версии представляват „градски легенди“. Най-вероятно названието произлиза от думата „хон“, която значи – насмешка, подигравка. Построявайки този мост, жителите на Кнайпхоф получили непосредствен достъп до остров Ломзе, заобикаляйки Високия мост, принадлежащ на Алтщадт. По този начин мостът станал като насмешка над главния от кьонигсбергските райони.

## Задача за мостовете
Отдавна сред жителите на Кьонигсберг била разпространена такава задача: как може да се премине и то само по веднъж по всичките мостове? Много кьонигсбергчани се опитвали да решат тази задача, както теоретически, така и практически, по време на разходките си. Но никому не се удавало да докаже, че това даже теоретически е невъзможно.
През 1736 година задачата за седемте моста заинтересувала известния математик, член на Петербургската и Пруската академии на науките Леонард Ойлер, за което той написал в писмо до италианския математик и инженер Мариони от 13 март 1736 година. В това писмо Ойлер пише за това, че е намерил правило, по което лесно се определя, може ли да премине по всички мостове, без да се мине два пъти по някой от тях (в случая със седемте моста на Кьонигсберг това е невъзможно).
На опростената схема на частите на града във вид на граф, на мостовете съответстват линии (ребрата на графа), а на частите на града – точки от които излизат линиите (върхове на графа). В хода на разсъжденията Ойлер стигнал до следния извод:
- Броят на нечетните върхове (върхове, от които излизат нечетен брой ребра) на графа винаги е четен. Невъзможно е да се начертае граф, който да има нечетен брой нечетни върхове.
- Ако всички върхове на графа са четни, то може, без да се вдига молива от листа, да се начертае граф, при това може да се започне от кой да е връх на графа и се завърши в същия връх.
- Граф с повече от два нечетни върха е невъзможно да се начертае с един замах.

Графът на кьонигсбергските мостове имал четири нечетни върха, следователно било невъзможно да се премине, и то само по веднъж по всичките мостове. (Ако се използва хитрост да се скочи във водата и да се доплува до противоположния бряг, задачата с мостовете може да се реши, но се променя условието на задачата с графите.)
Създадената от Ойлер теория на графите намерила много широко приложение: например използва се при изучаване на транспортните и комуникационни системи, в частност за маршрутизация на данните в интернет.